# Carebara laeviceps
Carebara laeviceps (лат.) — вид очень мелких муравьёв рода Carebara из подсемейства Myrmicinae (Formicidae). Эндемик Китая (Сычуань). Видовой эпитет laeviceps относится к гладкой и блестящей голове крупных рабочих.

## Описание
Мелкие муравьи, крупные рабочие (солдаты) желтовато-коричневого цвета, мелкие рабочие желтовато-белые. Голова крупных рабочих желтовато-коричневая с наличником и щеками немного темнее; жевательный край мандибул черный. Мезосома и петиоль желтовато-коричневые. Цвет придатков и брюшко бледнее. Длина тела рабочих составляет 1—2 мм (до 2,8 мм у крупных рабочих). Усики 10-члениковые с булавой из двух сегментов. Брюшко удлинённо-овальное. Стебелёк между грудкой и брюшком состоит из двух члеников: петиолюса и постпетиолюса (последний четко отделен от брюшка), жало развито. Самки и самцы не найдены. Малоизученный вид, типовой материал был собран на пастбище в деревне Ханьлин, город Кайцзян. Вид гнездится под землей и питается мелкими беспозвоночными. Некоторые крупные рабочие демонстрируют вздутое брюшко, служащий органом хранения запасов во время фуражировки.

## Систематика
Вид был впервые описан в 2024 году китайскими мирмекологами (Zhi-yu Liu и Ying Zhong, с соавторами) по типовым материалам из провинции Сычуань. Carebara laeviceps наиболее сходен с C. lusciosa, C. bouvardi (Santschi, 1913) и C. rectangulata Bharti & Kumar, 2013, но может быть легко отличим от этих трёх видов по сочетанию следующих признаков: антенна 10-сегментная (9-сегментная у C. lusciosa, C. bouvardi и C. rectangulata); задний край головы без поперечного киля у крупного рабочего (с поперечным килем у C. rectangulata); боковой профиль головы у крупного рабочего параллельный при виде анфас (субпараллельный у C. lusciosa); катэпистернум (нижняя боковая часть среднегруди) мелко шершаво-решётчатый у крупного рабочего (гладкий у C. lusciosa, пунктированный у C. rectangulata); вентральная поверхность петиоля умеренно выпуклая (прямая у C. bouvardi и C. rectangulata); заметно крупнее с общими размерами (TL) ~ 2,8 мм (C. lusciosa: 2 мм, C. rectangulata: 2,41 мм, C. bouvardi: ~ 2,4 мм).